# Kang Gŏn
Kang Gŏn (kor. 강건) lub Kang Shin-tae (ur. 23 czerwca 1918 w Sangju, zginął 8 września 1950) – północnokoreański generał lejtnant, szef sztabu Koreańskiej Armii Ludowej.
Od lat nastoletnich zaangażowany w działalność rewolucyjną, od 1933 w oddziałach partyzanckich w Mandżurii. Jako pierwszy szef sztabu generalnego KAL uczestniczył w wojnie koreańskiej, podczas której zginął w Andong od wybuchu miny.
Przez Amerykanów przezywany „King Kong”.
Bohater KRLD (1950); odznaczony Orderem Flagi Narodowej (1949) i radzieckim Orderem Czerwonego Sztandaru (29.08.1945). Wojskowa Akademia Oficerów KRLD została nazwana jego imieniem.